# STOXX
 (mars 2024).
Si vous disposez d'ouvrages ou d'articles de référence ou si vous connaissez des sites web de qualité traitant du thème abordé ici, merci de compléter l'article en donnant les références utiles à sa vérifiabilité et en les liant à la section « Notes et références ».
STOXX (S.A.R.L) est un prestataire mondial d'indices qui couvre les marchés mondiaux dans diverses catégories d'actifs. Il développe, maintient, distribue et commercialise une famille mondiale complète d'indices transparents et strictement fondés sur des règles. STOXX, dont le siège social se trouve à Zoug et qui possède des bureaux à New York, Eschborn et Londres, fait partie d'ISS STOXX, qui appartient au groupe Deutsche Börse. STOXX calcule plus de 17 000 indices et agit en outre en tant qu'administrateur des indices DAX.
Les indices STOXX sont cédés sous licence à des institutions financières et à d'autres bénéficiaires pour être utilisés avec des fonds négociés en bourse (ETF), des fonds communs de placement, des contrats à terme, des options, des produits structurés et à d'autres fins.

## Histoire
STOXX a débuté ses activités en 1998, avec le lancement de l'indice de référence EURO STOXX 50 blue-chip et d'autres indices. En 2000, STOXX a été le premier fournisseur d'indices à intégrer la capitalisation boursière à flottante libre dans tous ses indices. En décembre 2009, Deutsche Börse et SIX Group sont devenus les seuls actionnaires de STOXX après que Dow Jones se soit retiré de la coentreprise. Peu après, STOXX a renommé tous ses indices en supprimant le préfixe "DJ/Dow Jones". En juillet 2010, STOXX est devenu l'agent de commercialisation des indices de Deutsche Börse et de SIX Swiss Exchange.
En 2015, Deutsche Börse a racheté les 49,9 % d'actions restantes de STOXX à SIX Group ainsi que les actions restantes de la coentreprise Indexium AG pour un montant de 650 millions de francs suisses.
En 2019, STOXX a été combiné avec Axioma Inc. pour former Qontigo.
En 2023, STOXX a été intégré à ISS STOXX, qui fait partie du secteur des solutions de gestion des investissements du groupe Deutsche Börse.

## Utilisation
La société STOXX Ltd accorde des licences pour l'usage commercial de ses indices, qui sont largement utilisés dans de nombreux pays et principalement en Europe. Différents fonds indiciels cotés, nommés en anglais Index tracker ou ETF (Exchange Traded Funds) sont basés sur ces indices.

## Indices
Parmi les indices STOXX les plus utilisés figurent, libellés en euro, les suivants :
- STOXX Europe 50 (P)
- STOXX Europe 600 (P)
- l'EURO STOXX 50 (P)
- l'EURO STOXX (P)